# 德勒战役
德勒戰役，發生於1562年12月19日，是第一次胡格諾戰爭期间的一次重要战斗，吉斯公爵率領的天主教軍隊成功戰勝了胡格諾派

## 战役经过
1562年12月19日，孔代亲王路易一世率领胡格诺派军队约1万5000人，在德勒与法蘭西王室統帥安内·德·蒙莫朗西率领的天主教徒军队约1.9万人遭遇。蒙莫朗西亲自率领骑兵发起冲锋，但被海军上将科利尼打败，并且被俘虏，其副帥圣安德烈元帅也在戰鬥中被殺害，天主教徒军队因此全面溃败。胡格诺派军队马上追击，但路程太远，被「偉大者」吉斯公爵率領天主教军队的反击，吉斯高超的軍事才能造成胡格诺派军大败，孔代亲王被俘，天主教徒军队反败为胜。德勒之战双方各损失约四千人。獲得大勝的吉斯公爵卻無法享受勝利的果實，因為三個月後他就被胡格諾派暗殺（1563年2月18日），新舊教兩方又轉為平局的對峙局面。